# Amphiesma kerinciense
Amphiesma kerinciense là một loài rắn trong họ Colubridae. Loài này được David & Das mô tả khoa học đầu tiên năm 2003.